# Lucien Gaillard
Lucien Gaillard (Parijs, 13 november 1861 - aldaar, 23 november 1942) was een Frans beeldend kunstenaar die actief was als edelsmid, juwelier en sieraadontwerper.

## Biografie
Lucien Gaillard stamde uit een juweliersgeslacht en was de zoon van de Parijse goudsmid en juwelier Ernest Gaillard, die het bedrijf van zijn vader, Amédée Gaillard had overgenomen. Vanaf 1878 was Lucien Gaillard als leerling in de zaak van zijn vader actief en in 1892 nam hij het bedrijf op zijn beurt over.
Aanvankelijk vervaardigde Gaillard vooral flacons, vazen, wandelstokknoppen en ander kleine luxe-voorwerpen.
In 1900 ontving Gaillard de Grand Prix op de Wereldtentoonstelling in zijn geboortestad. De presentatie van het werk van René Lalique aldaar stimuleerde hem zich ook toe te leggen op de vervaardiging van sieraden.
Gaillard vond al vanaf 1878 inspiratie in de kunst en kunstnijverheid uit Japan. In zijn bedrijf had hij vanaf 1900 lakwerkers, hoornsnijders en metaalbewerkers uit Tokio aan het werk.
Beroemd zijn de haarsieraden in de stijl van de art nouveau van Gaillard. Vaak zijn ze vervaardigd van hoorn en versierd met florale motieven in edelmetalen en edelstenen. Naast bloem- en plantmotieven verbeeldde Gaillard ook regelmatig insecten.